# Anolis purpurescens
Anolis purpurescens är en ödleart som beskrevs av  Cope 1899. Anolis purpurescens ingår i släktet anolisar, och familjen Polychrotidae. Inga underarter finns listade i Catalogue of Life.
Artepitet i det vetenskapliga namnet är latin för växla till violett. Denna färg får exemplar som förvaras i etanol.
Ödlan blir lite över 20 cm lång. Typisk är en stor dröglapp hos hannar. Dröglappen är hos hannar orange med en vit fläck på framsidan och hos honor grön med vitaktiga strimmor. På ovansidan finns bruna eller blåa punkter. Ödlan har en blek grön eller grå undersida och ögats iris är brun. Utan svans är kroppen kortare än 12 cm.
Arten förekommer i västra Colombia, nordvästra Ecuador och i sydvästra Panama. Den lever i låglandet och i bergstrakter upp till 1000 meter över havet. Exemplaren är dagaktiva och de klättrar vanligen i trädens kronor i fuktiga skogar. Ödlan vilar på grenar nära trädets stam.
Skogsröjning för att skapa odlingsmark för delvis illegala växter är ett regionalt hot. I regionen inrättades flera skyddszoner. IUCN listar arten som livskraftig (LC).